# Opisthoxia crepuscularia
Opisthoxia crepuscularia là một loài bướm đêm trong họ Geometridae.